# Stephen Gray
 (juin 2024).
Si vous disposez d'ouvrages ou d'articles de référence ou si vous connaissez des sites web de qualité traitant du thème abordé ici, merci de compléter l'article en donnant les références utiles à sa vérifiabilité et en les liant à la section « Notes et références ».
Pour les articles homonymes, voir Gray.
Stephen Gray (décembre 1666 - 7 février 1736) est un teinturier anglais plus connu pour ses travaux en astronomie et en physique. Il est le premier à avoir systématiquement expérimenté la conduction électrique plutôt que de seulement examiner la génération et l'effet de charges statiques.

## Les débuts
Gray naît à Canterbury dans le Kent. Après une éducation succincte, il devient l'apprenti de son père puis de son frère aîné comme teinturier. Toutefois son intérêt se porte sur l'histoire naturelle, en particulier sur l'astronomie et il s'éduque en autodidacte dans ces sciences émergentes à cette époque. Pour cette tâche il est principalement aidé par des amis aisés dans le Kent qui lui donnent accès à leurs bibliothèques et à leurs instruments scientifiques. À cette époque la science était principalement un passe-temps de riches.

## L'astronome
Il fabrique ses propres lentilles et un télescope. Avec cet instrument, il fait un bon nombre de découvertes mineures, principalement dans le domaine des taches solaires. Il gagne ainsi une bonne réputation pour la précision de ses observations. Certains de ses résultats sont publiés par la Royal Society grâce à l'entremise d'un ami, Henry Hunt, qui travaille au secrétariat de cette société savante.
Ces travaux attirent l'attention de John Flamsteed (qui est lié avec des amis de Gray du Kent) le 1er astronome royal qui est en train de construire le nouvel observatoire de Greenwich. Flamsteed est en train de créer une carte détaillé et précise des étoiles avec l'espoir qu'elle résolve le problème de la détermination de la longitude pour les marins. Gray l'aide avec un bon nombre d'observations et de calculs pour lesquels il n'a sans doute pas été payé.
Gray et Flamsteed deviennent des amis et correspondent régulièrement et ceci semble avoir créé des problèmes à Gray dans son acception par le monde scientifique. Flamsteed est alors engagé dans une dispute prolongée avec Isaac Newton sur  l'accès aux données préliminaires de la carte de Flamsteed. Cette querelle a tourné en une guerre de factions à l'intérieur de la Royal Society dans laquelle Newton est sorti vainqueur excluant virtuellement Flamsteed et ses amis pendant plusieurs décennies.
Gray travaille sur le second observatoire astronomique à Cambridge mais il est si mal géré par les amis de Newton  que le projet échoue ne laissant pas d'autre possibilité à Gray que de retourner à son commerce de teinture. Toutefois sa santé est problématique et sous peu il va à Londres pour assister le Dr John Theophilus Desaguliers, un membre de la Royal Society  qui donne des lectures en Grande-Bretagne et sur le continent pour présenter les nouvelles découvertes scientifiques. Gray n'est probablement pas payé mais reçoit le gîte et le couvert.
La pauvreté survient pour Gray. Grâce aux efforts de John Flamsteed et de sir Hans Sloane il obtient une pension à Charterhouse à Londres, une maison pour personnes désargentés ayant servi la Grande-Bretagne. À cette époque, fasciné par les étincelles qui jaillissent de la soie, il commence ses expériences sur l'électricité statique en utilisant un tube en verre.

## La découverte de la conductivité
Une nuit, dans sa chambre à Charterhouse, il note que le liège au bout de son tube le protégeant de l'humidité et de la poussière génère une force attractive sur des petits morceaux de papier et des brins de paille quand le tube a été frotté. Quand il étend son expérience avec un morceau de bois planté dans le liège la charge est évidente au bout du bois « avec plus de vigueur que le liège ». Il essaye avec des aiguilles plus longues et finalement ajoute un long fil terminé par une balle en ivoire. Dans ce processus il découvre que la vertu électricité peut se déplacer et que la balle d'ivoire attire les objets légers tout comme le tube en verre.
Gray modifie son expérience pour utiliser des fils métalliques en fer et en cuivre ainsi que divers matériaux : bois, végétaux verts et secs, pierre, théière (vide, pleine avec de l'eau chaude, avec de l'eau froide)  et découvre que ces matériaux eux aussi conduisent le fluide électrique. Le lendemain il parvient à transmettre l'électricité jusqu'à 25 mètres (la hauteur du balcon de sa chambre). Tous ces essais se sont jusque-là déroulés verticalement pour des raisons probablement pratiques, il essaye à l'horizontal mais sa première tentative échoue. Il conclut correctement que le fluide électrique se dissipe par les supports de son montage.
Il décide alors de tenter des expériences sur une plus grande hauteur, un montage vertical à partir de la coupole de la cathédrale Saint-Paul mais avant cela il va voir son ami Granville Wheler qui possède une grande maison idéale pour ses tests. Après avoir effectué avec succès plusieurs expériences, Wheler suggère un montage horizontal. Gray lui explique son échec. Wheler propose d'utiliser des fils de soie pour suspendre les fils conducteurs. Gray lui répond « Je lui dis que cela fonctionnerait mieux étant donné la finesse du support ainsi il y aurait moins de fluide s'échappant de la ligne de communication ». Pendant les mêmes quelques jours, il visite des amis fortunés (des proches de Flamsteed) et avec leur aide parvient à étendre son expérience sur plus de 250 mètres.
Gray et Wheler découvrent ainsi l'importance d'isoler leurs montages de la terre en utilisant de la soie. Ils notent aussi que le transport du fluide électrique ne semble pas facilité par la gravité en laissant tomber le fil métallique depuis une tour.
De ces expériences naissent une compréhension du rôle joué par les conducteurs et les isolants (nom inventé par John Theophilus Desaguliers). Charles DuFay, un scientifique français, visite Gray et Wheler en 1732, voit l'expérience, et après son retour en France est le premier à formuler une théorie appelée théorie des deux fluides. Elle est utilisée par son associé l'abbé Nollet et s'oppose quelque peu à celle plus tardive de Benjamin Franklin et de son groupe à Philadelphie. Franklin et les expérimentateurs britanniques Beavis et Watson étudient une théorie utilisant un fluide et deux états que Watson nomme +ve et -ve qui finit par prévaloir sur celle de DuFay.
Gray continue à expérimenter, incluant la polarisation électrique d'objets suspendus ; on le crédite souvent de l'expérience du garçon volant - un enfant suspendu par des fils de soie et attirant des brins de paille et autres menus objets avec ses mains. Il a probablement réalisé des années avant Franklin que les éclairs sont dus au même phénomène que le fluide électrique.

## La reconnaissance
Quand Hans Sloane devient président de la Royal Society, après la mort de Isaac Newton, Gray reçoit la reconnaissance publique qui lui était déniée. Il est le premier à recevoir la médaille Copley en 1731 pour ses travaux sur la conductivité puis en 1732 pour ceux sur l'induction électrostatique. La même année il est élu membre de la Royal Society. 
Il continue à travailler jusque sur son lit de mort le 15 février 1736, où il décrit au médecin venu le visiter les travaux lui restant à accomplir.

## Publications
Les seules publications connues de Gray sont des lettres adressées soit à des amis ou à la Royal Society dans lesquelles il décrit certains de ses résultats. La plupart de ses lettres sont conservées de nos jours dans les archives de la Royal Society.

## Son legs
En dépit de l'importance de ses travaux, par exemple on peut argumenter qu'il est le premier à comprendre le fait qu'un conducteur électrique peut transmettre des informations, il a reçu peu de crédit durant sa vie à cause de disputes internes à la Royal Society. Au moment où ses découvertes sont reconnues publiquement, les expérimentations et les découvertes sur l'électricité se font à un rythme rapide et ses découvertes semblent triviales. Pour cette raison beaucoup d'historiens des sciences ont eu tendance à l'ignorer.
Il n'existe pas de monuments et peu de reconnaissance de son travail. On pense qu'il est enterré dans une fosse commune d'un vieux cimetière londonien à un emplacement réservé pour les pensionnaires pauvres de Charterhouse.